# Szolnoki Olajbányász
Szolnoki Olajbányász is een Hongaarse basketbalclub uit Szolnok opgericht in 1959 die uitkomt in Nemzeti Bajnokság I/A.

## Geschiedenis
Szolnoki Olajbányász is een van de ploegen het langs actief in de hoogste klasse en behoort al sinds 1989 tot de hoogste Hongaarse klasse. De club werd acht keer Hongaars landskampioen en won ook acht keer de landsbeker. In 2025 werden ze voor een negende keer landskampioen voor het eerst sinds 2016 nadat ze Falco KC Szombathely versloegen in de finale.

## Erelijst
- Hongaars landskampioen: 1991, 2007, 2011, 2012, 2014, 2015, 2016, 2025
  - Tweede: 1993, 2000, 2013
  - Derde: 1995, 1998
- Hongaarse basketbalbeker: 2002, 2007, 2011, 2012, 2014, 2015, 2018, 2019
  - Tweede: 1993, 1994, 1995, 2013, 2016, 2017

## Coaches
- Oliver Vidin

## Bekende (oud-)spelers
| - Igor Koerasjov - Jaylin Airington - Auston Barnes - Jabril Durham - Brandon Gay | - Teddy Gipson - Kendrick Perry - Kenneth Smith |